# 氯化四吡啶合镍(II)
氯化四吡啶合镍(II)是一种配位化合物，化学式为Ni(py)4Cl2，其中py为吡啶。它可由氯化镍和吡啶反应得到。它在140 °C分解，生成Ni(py)2Cl2，继续加热逐渐失去吡啶分子，并最终得到氯化镍。它可用于合成其它镍配合物。